# Рейчел Нікол (плавчиня)
Рейчел Нікол (англ. Rachel Nicol, 16 лютого 1993) — канадська плавчиня.
Учасниця Олімпійських Ігор 2016 року.
Призерка Чемпіонату світу з плавання на короткій воді 2016 року.
Призерка Панамериканських ігор 2015 року.